# Rayman Origins
Rayman Origins — гра-платформер з ігрової серії Rayman, що розповідає про пригоди Рейман і Глобокс. Вперше про майбутню гру розповіли профільні ігрові видання, інформація була підтверджена офіційним трейлером на E3 2010.
У грі присутні відсилання відразу до першої (Rayman) і двом останнім (Rayman 2 : The Great Escape, Rayman 3: Hoodlum Havoc) канонічним іграм, гра є приквелом першої частини. Ми дізнаємося, як з'явився Рейман, Глобокс, також сюжет розповідає про походження Містера Дарка, звідки з'явилися Малютки, як були спіймані Електуни, хто такий Баббл Дрімер, він же Полокус з Rayman 2, як створена всесвіт досягла кризи, і як Реймі рятує її.
У Rayman Origins під контроль гравця представлені Рейман і Глобокс і двоє Тінсі — грати може до 4 гравців. Гра йде в режимі 1080p при 60 кадрах в секунду. Гра була випущена на Xbox 360, PlayStation 3 і Wii 15 листопада 2011. Пізніше вона була випущена також на Microsoft Windows, PlayStation Vita і Nintendo 3DS.

## Сюжет
Всю історію віртуального світу можна буде дізнатися з вступного ролика, звідки стає ясно, що сталося. В один день дружна компанія затіяла галасливу гру, і випадково пробудили підземні сили. Звуки були настільки гучні, що всі злі істоти пробудилися в поганому настрої. Вони швидко вирушили на поверхню і схопили всіх, хто заподіював їм незручності. Тепер електуни, чарівні німфи і решта друзів Рейман сидять в підземеллі в надійних клітках, які підвішені до стелі. Рятувати ситуацію належить головному героєві, який повинен зуміти врятувати всіх друзів з ув'язнення, повернути радість у свій світ і покарати головного лиходія з його прибічниками.

## Ігровий процес
Шлях Рейман пролягає через безліч красивих і цікавих рівнів: через Тарабарські джунглі, пустелю Діджіріду, Ласу землю, Море прозорливості і Хмурні хмари. Головним завданням героя в першій половині є знаходження і звільнення фей, а в другій — королів цих земель. На рівні герой може підібрати безліч бонусів: монетки, електуни і маленькі світлячки — люми.